# حلقه غیرمتمرکز محلی
حلقه غیر متمرکز محلی یا واگشایی حلقه محلی یک روش تنظیم مقررات است برای اجازه دادن به چندین اپراتور مخابراتی جهت کنترل سیگنال‌های تلفنی که در اصل توسط شرکت اصلی مخابرات کنترل می‌شود؛ بدین ترتیب طبق این قانون اپراتور مخابراتی غالب در بازار باید شبکه دسترسی خود را در اختیار دیگر اپراتورهای مخابراتی قرار دهد تا روی آن سرویس ارائه نمایند. این روش بیشتر در کشور توسعه یافته برای جابه جای داده که حجم بالای دارند صورت می‌گیرد.

## مزایا
- جلوگیری از اتلاف منابع
- نوآوری و افزایش بهره‌وری
- جلوگیری از انحصار

چنین عملیاتی، فرایندی است مربوط به رگولاتوری که به چندین شرکت و اپراتور مخابراتی امکان می‌دهد از سیم مسی که از مرکز تلفن تا محل کار یا زندگی مشترک کشیده است به صورت اشتراکی دسترسی داشته باشند. در اصطلاح ارتباط سیمی بین مشتری و مرکز تلفن را حلقه محلی می‌نامند که اغلب مالکیت آن متعلق به اپراتورهای مخابراتی غالب یا مسلط در هر کشور است (در ایران تحت مالکیت شرکت مخابرات ایران است).
نهادهای رگولاتوری (در ایران سازمان تنظیم مقررات و ارتباطات رادیویی)، به منظورایجاد رقابت به شرکت‌های فراهم‌کننده خدمات دسترسی Unbundle اعطا می‌کنند.

## سوابق
واگشایی حلقه محلی (Local Loop Unbundling ؛LLU) در خاورمیانه در کمتر از نیمی از کشورهای عربی، تا پایان سال ۲۰۱۲ تنظیم و اجرایی شده‌است از جمله ۹ کشور بحرین، مصر، لبنان، مراکش، سودان، سوریه، تونس، امارات متحده عربی، یمن، LLU را پیاده‌سازی کرده‌اند.
واگشایی از سوی نهادهای تنظیم مقررات در کشورهایی چون ایالات متحده آمریکا، استرالیا، اتحادیه اروپا، هند، کره جنوبی و کشورهای دیگر اجرا شده‌است.
سازمان تجارت جهانی (WTO) هم در بندهایی از قوانین خود به‌طور ضمنی، اعضای این سازمان را به رعایت این فرایند ملزم کرده‌است.

## چالش‌ها
رگولاتورها با چالش‌هایی در خصوص وزن‌دهی نحوه استفاده از امکانات به اشتراک گذاشته هستند. به‌طوری‌که این امکان وجود دارد که مثلاً با رقابتی شدن یک خدمت خاصی، سرمایه‌گذاری اولیه انجام شده توسط اپراتور غالب در بعضی از موارد غیر اقتصادی به نظر آید.
این فرایند اغلب از جانب اپراتورهای مخابراتی غالب که عموماً دارای انحصار دولتی بوده‌است به راحتی مورد پذیرش قرار نمی‌گیرد و شرکت غالب حاضر نیست به راحتی درهای رقابت را به روی شرکت‌های فراهم‌کننده خدمات باز کند.
به عبارت دیگر، خدمات جدید قابل ارائه در لایه دسترسی، گستره وسیعی از حالت‌های مختلف برای بازیگران تازه‌وارد به وجود می‌آورد و ممکن است که این حالت‌ها کاملاً متفاوت نسبت به شبکه‌های مسی باشد. این تفاوت‌ها می‌تواند از منظرهای مختلف نظیر فناوری، هزینه، توپولوژی شبکه و تنوع خدمات قابل ارائه، مطرح باشد.
از طرف دیگر سایر شرکت‌های استدلال می‌کنند که اپراتور غالب انحصار سیم مسی را در بازاری رقابتی و سالم و ریسک پذیر به دست نیاورده است. به‌طور مثال شرکت‌های رساننده خدمات اینترنتی استدلال می‌کنند که مخابرات از محل انحصار دولتی یا خصوصی، و در کشور ما از محل ودایع مردمی چنین امکانی را به دست آورده‌است بنابراین اپراتور غالب این استحقاق را ندارد که از این محل درآمد همیشگی و پیوسته‌ای داشته باشد.
این جاست که مداخله قدرتمند نهاد تنظیم مقررات ضرورت پیدا می‌کند.